# Фетешть (Молдова)
Фетешть (рум. Fetești) — село в Единецком районе Молдавии. Относится к сёлам, не образующим коммуну.

## География
Село расположено на высоте 135 метров над уровнем моря.

## Население
По данным переписи населения 2004 года, в селе Фетешть проживает 3003 человека (1485 мужчин, 1518 женщин).
Этнический состав села:
| Национальность | Число жителей | Процентный состав |
| -------------- | ------------- | ----------------- |
| молдаване      | 2947          | 98,13             |
| украинцы       | 24            | 0,8               |
| русские        | 18            | 0,6               |
| румыны         | 14            | 0,47              |
| Всего          | 3003          | 100 %             |